# Amphicnaeia pusilla
Amphicnaeia pusilla är en skalbaggsart som beskrevs av Bates 1866. Amphicnaeia pusilla ingår i släktet Amphicnaeia och familjen långhorningar. Inga underarter finns listade i Catalogue of Life.